# Santee (Nebraska)
Santee ist eine Gemeinde im Knox County im US-Bundesstaat Nebraska. Nach einer Volkszählung 2010 hatte die Gemeinde 346 ständige Einwohner. Santee liegt am Südufer des Missouri an der Grenze zu South Dakota und ist Hauptort der Santee Sioux Reservation. Die Reservatsverwaltung befindet sich nicht in Santee, sondern im stromaufwärts gelegenen Niobrara. Santee grenzt an die Ufer des Lewis and Clark Lake, einen Stausee, dessen Damm 1952 im stromabwärts gelegenen Yankton errichtet worden ist.

## Geschichte
Santee entstand nach der Vertreibung der Sioux Dakota Indianer aus Minnesota. Überlebende des Sioux Aufstandes wurden hier interniert. 1867 baute der Missionar Samuel D. Hinman die erste Kirche im Reservat, dort wo sich heute die „Most Merciful Savior Church“ befindet. Das Gebäude diente auch als Indianerschule. Bis 1870 baute er weitere Gebäude, wie eine eigene Schule und ein Krankenhaus. 250 Bewohner des Ortschaft nahmen den Christlichen Glauben an.